# Dragão de Guabiruba

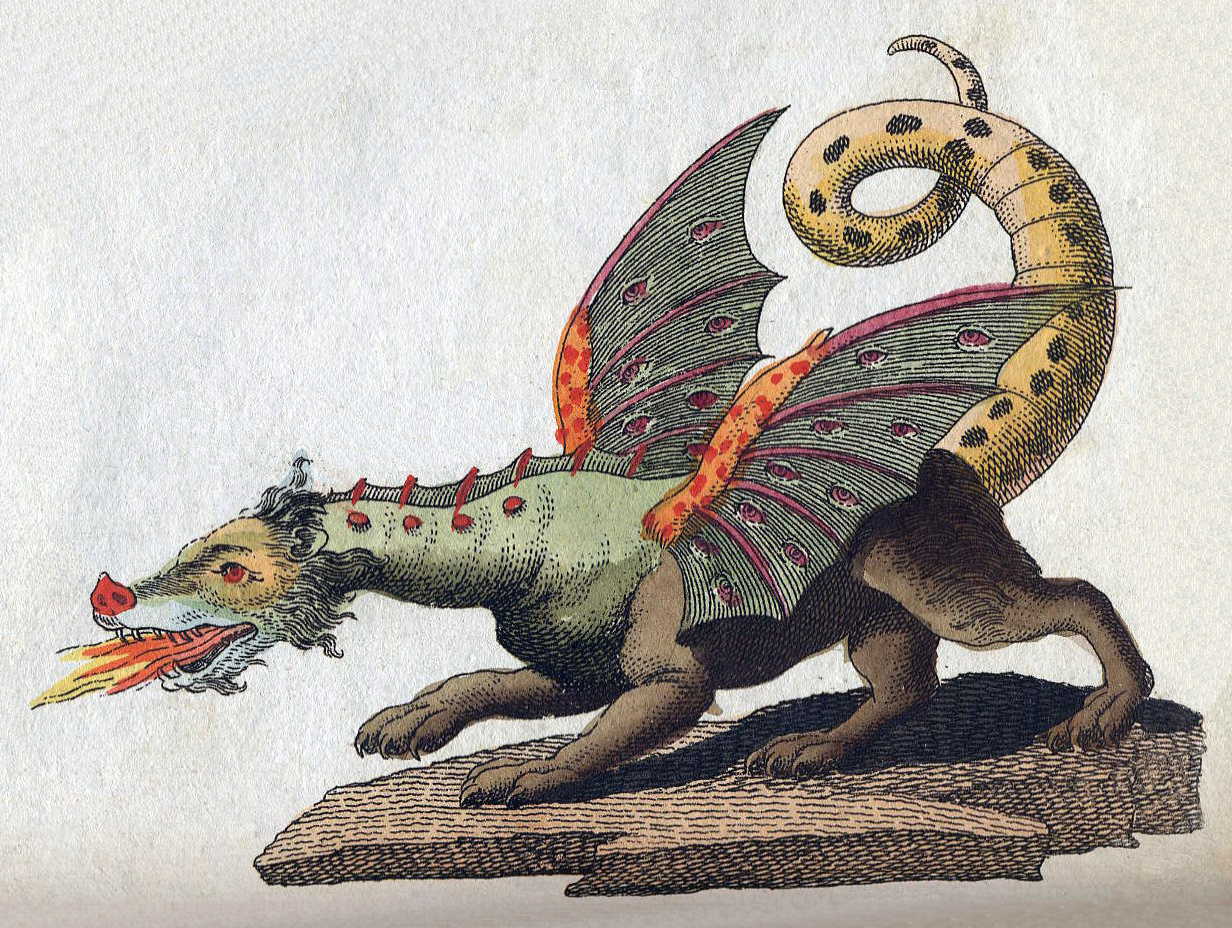
Imagem ilustrativa do Dragão de Guabiruba

- Imagem ilustrativa do Dragão de GuabirubaO Dragão de Guabiruba, é um personagem histórico da cidade de Guabiruba, no interior de Santa Catarina, no Brasil. A lenda começa a mais de quarenta anos, passando de geração para geração pelos moradores do Lageado Alto, em Guabiruba, e que sobrevive até os dias de hoje pelos moradores da cidade.

- Dragão de Guabiruba ou Draguabi, como muitos preferem chamar, é uma das mais famosas lendas do município. Nasceu na região montanhosa do Lajeado Alto: o dragão voador de Guabiruba. A primeira aparição da criatura se deu em meados de 1982. Depois disso não se sabe ao certo se o dragão apareceu novamente.

O dragão de Guabiruba, também é uma grande atração turística para o local, sendo também estudado em todas as escolas da cidade.
O escritor e jornalista Celso Deucher, que em parceria com o irmão, Sérgio Deucher, está em fase final de produção de um documentário sobre a lenda, “Quando você chega em Guabiruba, não pode fugir de falar do Pelznickel, da cultura alemã e também do dragão. Lenda ou fato verídico, não importa. Já é parte da cultura da cidade”. diz o jornalista sobre o personagem.